# Sicherungskette
Der Begriff Sicherungskette bezeichnet beispielsweise im Klettern und beim Arbeitsschutz ein System aus Ausrüstungsgegenständen wie Karabinerhaken, Seilen und Klettergurten, das Personen bei absturzgefährdeten Tätigkeiten gegen einen Absturz sichern soll.
Je nach Einsatzzweck besteht die Sicherungskette aus unterschiedlichen Elementen.

## Klettern
Beim Klettern bilden diejenigen Ausrüstungsgegenstände die Sicherungskette, die die Kräfte aufnehmen und weiterleiten, die auftreten, wenn der Kletterer stürzt oder frei am Seil hängt.
Im Sturzfall entstehen dynamische Kräfte, wenn die beim Sturz freiwerdende potenzielle Energie des Kletterers von der Sicherungskette, verteilt über einen gewissen Zeitraum, aufgenommen wird.
Im Fall des Im-Seil-Hängens treten nur statische Kräfte auf, die geringer sind, als die im Sturzfall wirkenden dynamischen Kräfte. Auch im statischen Fall können innerhalb der Sicherungskette Kräfte wirken, die die statische Gewichtskraft des im Seil hängenden Kletterers theoretisch bis zum Doppelten übersteigen (Kräfteaddition von Gewichtskraft und Haltekraft an der Umlenkung). Im Allgemeinen gilt, dass in verschiedenen Elementen und Abschnitten der Sicherungskette unterschiedlich hohe Kräfte auftreten, wobei die höchsten Werte an der Umlenkung zu beobachten sind.

## Elemente und Aufbau
Die Sicherungskette besteht im Wesentlichen aus folgenden Elementen:
- dem Klettergurt des Kletternden
- dem Seil, das den Kletterer über den Umlenkpunkt mit dem Sichernden verbindet
- einem Umlenkpunkt, an dem der Kletterer nach dem Sturz hängt
- die Verbindung zwischen Seil und Umlenkpunkt
- einem Sicherungsgerät, das durch Reibung am Seil die für den Sichernden nötige Bremskraft reduziert
- einem Fixpunkt, an dem das Sicherungsgerät befestigt ist und der die auf das Sicherungsgerät wirkende Kraft aufnimmt. Die Rolle des Fixpunkts kann je nach Situation auch der Sicherungspartner mit seinem Körpergewicht übernehmen.

Jede Sicherungskette ist nur so gut, wie das Schwächste ihrer Glieder. Alle wichtigen Elemente einer Sicherungskette sind daher redundant oder überdimensioniert – bezogen auf die zu erwartende Maximalbelastung – auszulegen. Beim Klettern hat sich für fast alle Elemente eine Reißfestigkeit und eine Bruchfestigkeit von mindestens 22 kN bewährt. Elemente der Sicherungskette, die geöffnet werden können, sind in der Regel gegen ungewolltes Öffnen zu sichern.